# Maurizio Milani
Maurizio Milani (alias de Carlo Barcellesi, Milán, 20 de mayo de 1961) es un actor cómico y escritor italiano cuyas actuaciones y personificaciones ofrecen arte y trajes de papel surrealista.

## Biografía
Nacido en Milán en 1961, obtuvo una mestría en la agricultura en el Instituto Técnico Estatal Agrícolo Tosi de Codogno, la ciudad de origen de su familia.
Debutó como un cómic en el Zelig Cabaret de Milán en 1987, y comenzó a trabajar en televisión a mediados de los años 80. A partir de sus apariciones en la emisión satírica Su la testa! (Rai 3, 1992), Milani delinea su carácter de hombre de calle, cínico y desencantado, profundamente humana, que procura trabajos, a menudo deshonestos. Sus monólogos se caracterizan por la ironía sutil, que tienen una interpretación como irreverente.
De 2003 a 2008 participa como opinionista para la transmisión de Rai 3, Che tempo che fa, llevada a cabo por Fabio Fazio.
Muy activo como un autor de libros satíricos, escribe en los diarios Il Foglio y Libero, y colabora con el mensual Max.

## Teatro
- 1992, Un uomo da badile
- 1993, Piacenza[3]
- 1995, Animale da fosso
- 1998, Il pubblico all'uscita si lamenta

## Televisión
- 1993, Letti Gemelli
- 1992, Su la testa! (Rai 3)
- 1993, Cielito lindo (Rai 3)
- 1997-98, Scatafascio (Italia 1)
- 1998-99
  - Comici (Italia 1)
  - Facciamo cabaret (Italia 1)
- 2003-08, Che tempo che fa' (Rai 3)

## Premios
- 2005: Premio Satira Politica Forte dei Marmi, secciòn cabaré.[4]